# Мараш, Матео
Матео Мараш (хорв. Mateo Maraš; род. 17 декабря 2000, Сплит) — хорватский гандболист, выступает за гандбольный клуб «Татабанья» и сборную Хорватии по гандболу. Серебряный призёр чемпионата мира 2025 года.

## Карьера

### Клубная
Матео Мараш — сын Ивицы Мараша, игрока сборной Хорватии, начинал играть в гандбольной школе Ивано Балича и Петара Метличича.
В сезоне 2020/21 годов был отдан в аренду в македонский клуб «Ефрофарм», с которым участвовал в Лиге Европы КВЧ. В ходе сезона подписал полноценный контракт с этой командой. В 2021 году выиграл Суперкубок Северной Македонии.
С 2022 года выступал за венгерский клуб первого дивизиона «Татабанью».
Подписал двухлетний контракт с французским клубом «ПСЖ», по которому начнёт играть за команду с сезона 2025/26 годов.

### Международная карьера в сборной
Дебютировал в составе первой сборной 21 апреля 2021 года в матче против Словакии.
Хорватия заняла восьмое место на чемпионате Европы 2022 года, а Мараш, принимавший участие в этом турнире, забил два гола в трёх сыгранных матчах.
Участвовал в чемпионате Европы по гандболу 2024 года в составе национальной сборной Хорватии, где сыграл 5 матчей и забил 9 голов, а сборная стала 11-й.
В 2025 году принял участие в чемпионате мира, который проходил в трёх странах, в том числе на домашней арене в Загребе. Сборная Хорватии, благодаря успешной игре Мараша, пробилась в финал турнира и завоевала серебряные медали.

## Награды
- Орден Хорватской звезды с ликом Франьо Бучара (10 марта 2025 года)[3]